# Ruizterania rigida
Ruizterania rigida là một loài thực vật có hoa trong họ Vochysiaceae. Loài này được (Stafleu) Marc.-Berti miêu tả khoa học đầu tiên năm 1969.